# يميدا
بلدية يميدا (بالإسبانية: Yémeda)‏، هي إحدى بلديات مقاطعة قونكة إحدى مقاطعات إسبانيا، و التي تقع في منطقة قشتالة لا منتشا وسط البلاد, و المائلة لجهة الشرق من إسبانيا.
يبلغ عدد سكانها 27 نسمة وفقاً لإحصائية سنة (2007).